# Cobbtown (Georgia)
Cobbtown es un pueblo ubicado en el condado de Tattnall en el estado estadounidense de Georgia. En el censo de 2000, su población era de 311.

## Demografía
En el 2000 la renta per cápita promedia del hogar era de $23,571, y el ingreso promedio para una familia era de $31,250. El ingreso per cápita para la localidad era de $14,646. Los hombres tenían un ingreso per cápita de $25,982 contra $16,875 para las mujeres.

## Geografía
Cobbtown se encuentra ubicado en las coordenadas 32°16′53″N 82°8′18″O / 32.28139, -82.13833 (32.281376, -82.138288).
Según la Oficina del Censo, la localidad tiene un área total de 1,8 km² (0,7 mi²), de la cual 1,8 km² (0,7 mi²) es tierra y 0 km² (0 mi²) (0.00%) es agua.